# 목수천
목수천은 인천광역시 계양구 효성동 산36-1 천마산에서 발원하여 아나지로를 지나 부평구 삼산동에서 굴포천으로 합류하는 하천이다. 2006년 당시 4.825 km 구간이 복개된 상태였다. 복개되지 않은 구간은 효성동의 상류 계곡부, 경인고속도로 상부를 장제로가 교차하는 장제고가(구 천대고가) 옆 0.24 km, 굴포천과 합류하는 약 0.6 km 구간이 전부이다. 장제고가 옆 구간은 상류와 중류 사이에서 생활하수가 방류되어 수질이 나쁘고 악취가 심각하다. 삼산동 494번지의 엠코타운아파트 북쪽을 지나는 구간은 2006년 복개되었다. 장제로와 아나지로가 교차하는 메뜰사거리 남쪽 0.1 km 구간은 2018년 복개되어 주차장으로 쓰인다.
부평에서는 동쪽으로 흐르던 굴포천이 북쪽으로 방향이 급격히 틀어지는 지점을 ‘목수통’이라 불러왔다. 현재의 행정구역으로 인천광역시 부평구 삼산동 325번지 일대인데, 목수천은 이 부근에서 굴포천으로 합류하므로 목수천이라 부르는 것으로 추정된다.